# Vittoria Montecuccoli Davia
Vittoria Montecuccoli Davia, född 1655, död 1703, var en engelsk hovfunktionär.
Hon var hovdam till Englands drottning Maria av Modena mellan 1672 och 1703, och har beskrivits som Marias enda nära vän, förtrogna och gunstling. 